# Gramma loreto
El Gramma loreto és una espècie de peix del Carib de l'oceà Atlàntic, de color porpra i groc. Ateny un màxim de tretze centímetros, molt forta, és omnívor. Va ser descrit per Felipe Poey y Aloy el 1868. Per a aquest terme no hi ha una proposta catalana. Es recomana l'ús del nom científic.